# Championnat du Chili de football 1945
Navigation
Saison précédente Saison suivante
La saison 1945 du Championnat du Chili de football est la treizième édition du championnat de première division au Chili. Les douze meilleures équipes du pays sont regroupées au sein d'une poule unique, où elles s'affrontent deux fois, à domicile et à l'extérieur ; à l'issue de la saison, le champion de Segunda División est promu.
C'est le club de CD Green Cross qui remporte la compétition, après avoir terminé en tête du classement final, avec trois points d'avance sur Unión Española et quatre sur le CF Universidad de Chile. C'est le tout premier titre de champion du Chili de l'histoire du club.

## Les clubs participants
| - Deportes Magallanes - Colo Colo - Santiago Badminton FC - CF Universidad de Chile - Unión Española - Santiago Wanderers | - CD Universidad Católica - Audax Italiano - CD Santiago Morning - CD Green Cross - Santiago National FC - CD Everton de Viña del Mar |

## Compétition
Le barème utilisé pour établir le classement est le suivant :
- Victoire : 2 points
- Match nul : 1 point
- Défaite : 0 point

### Classement
| Rang | Équipe                     | Pts | J  | G  | N | P  | Bp | Bc | Diff |
| ---- | -------------------------- | --- | -- | -- | - | -- | -- | -- | ---- |
| 1    | CD Green Cross             | 30  | 22 | 12 | 6 | 4  | 58 | 36 | +22  |
| 2    | Unión Española             | 27  | 22 | 11 | 5 | 6  | 46 | 36 | +10  |
| 3    | CF Universidad de Chile    | 26  | 22 | 11 | 4 | 7  | 54 | 38 | +16  |
| 4    | Audax Italiano             | 24  | 22 | 10 | 4 | 8  | 52 | 47 | +5   |
| 5    | Santiago Wanderers         | 23  | 22 | 7  | 9 | 6  | 44 | 40 | +4   |
| 6    | Deportes Magallanes        | 22  | 22 | 10 | 2 | 10 | 35 | 42 | -7   |
| 7    | CD Santiago Morning        | 21  | 22 | 9  | 3 | 10 | 50 | 55 | -5   |
| 8    | CD Universidad Católica    | 21  | 22 | 7  | 7 | 8  | 45 | 50 | -5   |
| 9    | CD Everton de Viña del Mar | 20  | 22 | 7  | 6 | 9  | 40 | 44 | -4   |
| 10   | Santiago National FC       | 20  | 22 | 7  | 6 | 9  | 42 | 53 | -11  |
| 11   | Colo Colo T                | 19  | 22 | 8  | 3 | 11 | 39 | 38 | +1   |
| 12   | Santiago Badminton FC      | 11  | 22 | 3  | 5 | 14 | 29 | 55 | -26  |

|  | Champion du Chili 1945 |
|  | T : Tenant du titre    |

## Bilan de la saison
| Championnat du Chili de football 1945 |                                         |
| Champion                              | CD Green Cross (1er titre)              |
| Promotions et relégations             |                                         |
| Promus en Primera División            | Club Deportivo Social y Cultural Iberia |
| Relégués en Segunda División          | Aucun                                   |